# L'Araignée I
L'Araignée I est une sculpture de Germaine Richier  en bronze patiné foncé,  réalisée en 12 exemplaires en 1946. Elle représente un nu féminin, une femme-araignée accroupie sur ses pattes arrière, lançant en avant un de ses longs bras prolongé par des mains griffues  comme pour saisir une proie. C'est la  première sculpture où Germaine Richier utilise des fils.
Un exemplaire est conservé au musée d'Art moderne de Fontevraud, à Fontevraud-l'Abbaye. Un autre se trouve au musée Fabre de Montpellier. On en trouve un troisième au musée d'art contemporain Goulandrís, sur l'île d'Ándros, dans les Cyclades, en Grèce. 
L'artiste a aussi créé une Araignée II, petite en 12 exemplaires, et des plâtres dont l'un a été exposé au  Salon de mai 1947.

## Description
Germaine Richier entame ici sa série des êtres humains insectiformes ou d'insectes anthropomorphes selon les points de vue. Dans la foulée, l'artiste produit La Mante, La Chauve-souris, La Forêt. La même année, toujours avec des fils, Germaine Richier réalise une deuxième araignée : L'Araignée II, petite qui se tient non pas accroupie, mais dans une position de femme assise dos droit. Elle comporte aussi des fils en prolongement de la sculpture 13 × 8 × 8 cm, collection particulière. 
L'Araignée I est en position d'attente d'une proie. Le train arrière accroupi sur deux pattes similaires à celles de la Mante religieuse. Un bras tendu est prolongé par un double fil de bronze  tenu par le pouce et relié aux deux pieds. Les fils ne sont pas destinés à évoquer la toile d'araignée. Selon Denys Chevalier qui tient cette analyse de la nièce de Germaine, Françoise Guiter,  « Les sculptures avec fils, si caractéristiques de la personnalité de Germaine Richier, sont toutes sorties plus ou moins directement de L’Araignée (...) Toutes témoignent des préoccupations géométriques de la mise en place  (...) L'araignée vit dans un monde parfaitement géométrique. Elle commence sa toile par un triangle strict. C'est de ce triangle que l'artiste est partie pour réaliser ces œuvres qui constituent une de ses meilleures époques » »

## Réception
L'Araignée  fait partie d'une série de sculptures qui a valu à l'artiste  des commentaires lyriques comme ceux de Georges Limbour, le 5 septembre 1947  dans le journal Action : « Un de ces insectes, une femme araignée, figurait au dernier salon de mai. C'était un personnage en plâtre d'environ 80 cm de haut (...) cet être construisait autour de lui une invisible toile harmonieuse, s'enfermait en un réseau géométrique, plutôt fait de courbes, et que l'esprit voyait argenté et scintillant  »  Germaine Richier a créé la surprise avec ces personnages insectes  que la critique contemporaine a redécouvert avec enthousiasme après la rétrospective de la Fondation Maeght en 1996, et celle du  musée Peggy Guggenheim de Venise en 2007. Les Femmes-insectes ont fait partie d'une exposition en 2013-2014 au Kunstmuseum de Berne (Suisse)

### Livres
- Jean-Louis Prat, Germaine Richier, rétrospective, Saint-Paul-de-Vence, Fondation Maeght, 1996, 240 p. (ISBN 978-2-900923-13-9),  rétrospective du 5 avril au 18 juin 1996

### Articles
- Les étranges créatures de Germaine Richier enfin rassemblées par Geneviève Breerette[note 1], Le Monde, 17 avril 1996, p. 22

la page contient aussi un extrait d'entretien de César avec Alain Jouffroy sur Germaine Richier
- Georges Limbour Quelques sculptures de Germaine Richier, Action, du 5 septembre 1947